# جنرال إليكتيريك جيه-47
الجنرال إليكتيريك جيه-47 (إنجليزية: (General Electric J47) هو محرك نفاث من تصميم وتصنيع جنرال الكتريك لمحركات الطائرات الأمريكية. استخدم المحرك في عدد من الطائرات الحربية أشهرها الإف-86 سابر.
طار لأول مرة في مايو 1948. كان الجيه-47 أول محرك سريان محوري يوافق عليه للاستخدام التجاري في الولايات المتحدة. صنع أكثر من 30,000 محرك قبل أن يتوقف الإنتاج في 1956. ظل في الخدمة في الولايات المتحدة حتى عام 1978.
كان عمر الفحص للجيه-47 يتراوح بين 15 ساعة (في 1948) إلى 1,200 ساعة «نظريا» في 1956 (تحقق هذا الرقم فعليا في 625 محرك فقط). على سبيل المثال ال J47-GE-23 تم تقييمه بأنه يجب أن يفحص كل 225 ساعة. عندما وضع في الإف-86 إف، كان هناك توقف مفاجئ للمحرك أثناء الطيران كل 33,000 ساعة بين عامي 1955 و1956.

## المواصفات (J47-GE-23)

### الصفات العامة
النوع: محرك نفاث.
الطول: 3657 مم.
القطر: 1003 مم.
الوزن الجاف: 1227.6 كجم.

### المكونات
المكبس: مكبس سريان محوري من 12 مرحلة.
التوربين: سريان محوري ذو مرحلة واحدة.

## موضوعات ذات صلة
- أليسون موديل 250

## قوائم ذات صلة
- قائمة محركات الطائرات